# 馬辛加區
23°19′55″S 35°22′55″E / 23.332°S 35.382°E

馬辛加區（葡萄牙語：Massinga），是莫桑比克的行政區，位於該國東南部，由伊尼揚巴內省負責管轄，首府設於馬辛加，面積7,458平方公里，2007年人口184,531，人口密度每平方公里25人。